# Rhinoceros (film)
Rhinoceros är en amerikansk-brittisk film från 1974, baserad på Eugène Ionescos pjäs Noshörningen.

## Handling
Invånarna i en stad förvandlas oförklarligt till noshörningar.

## Tagline
- The comedy that proves people are still the funniest animals

## Rollista (i urval)
- Zero Mostel - John
- Gene Wilder - Stanley
- Karen Black - Daisy
- Joe Silver - Norman
- Robert Weil - Carl
- Marilyn Chris - Mrs. Bingham
- Percy Rodriguez - Mr. Nicholson
- Robert Fields - Young Man, Logician
- Melody Santangello - Young Woman